# Article 49 du traité sur l'Union européenne
L'article 49 du traité sur l'Union Européenne est un article qui permet à un État européen de rejoindre l'Union Européenne. Il précise les conditions de l'adhésion et les formalités pour déposer une demande d'adhésion.
Lire en ligne

« Lire en ligne »

Article 48 du traité sur l'Union européenne Article 50 du traité sur l'Union européenne

## Disposition
« Tout État européen qui respecte les valeurs visées à l'article 2 et s'engage à les promouvoir peut demander à devenir membre de l'Union. Le Parlement européen et les parlements nationaux sont informés de cette demande. L'État demandeur adresse sa demande au Conseil, lequel se prononce à l'unanimité après avoir consulté la Commission et après approbation du Parlement européen qui se prononce à la majorité des membres qui le composent. Les critères d'éligibilité approuvés par le Conseil européen sont pris en compte.

Les conditions de l'admission et les adaptations que cette admission entraîne en ce qui concerne les traités sur lesquels est fondée l'Union, font l'objet d'un accord entre les États membres et l'État demandeur. Ledit accord est soumis à la ratification par tous les États contractants, conformément à leurs règles constitutionnelles respectives. »

## Sources